# Oberste Heeresleitung

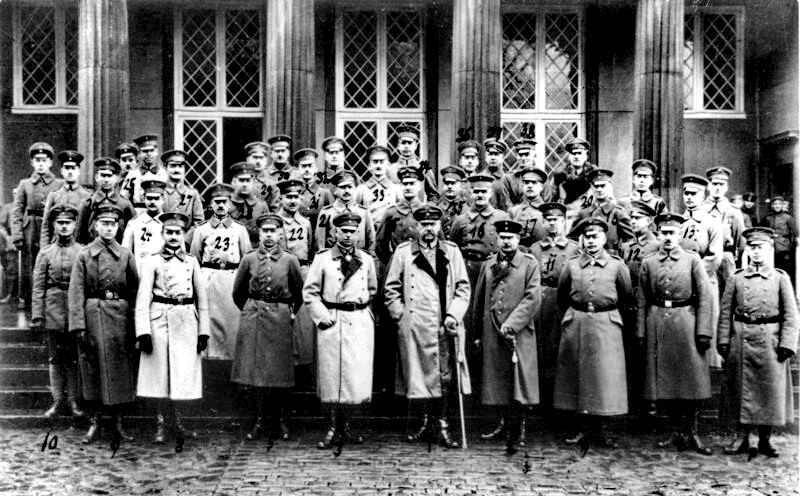
Mitglieder der Heeresleitung nach der Verlegung des Hauptquartiers nach Kassel-Wilhelmshöhe im November 1918

Die Oberste Heeresleitung (OHL) war die strategisch-operative Leitung bzw. der Oberbefehl über die aktiven Truppenteile des deutschen Heeres während des Ersten Weltkrieges. Diese Funktion übte faktisch der Chef des Generalstabes des Feldheeres aus.

## Rechtliche Voraussetzungen
Die Oberste Heeresleitung oblag de jure dem Deutschen Kaiser: Nach den Artikeln 63 und 64 der Reichsverfassung und nach § 6 des Reichs-Militärgesetzes war der Deutsche Kaiser der Inhaber der Befehls- und Kommandogewalt über die gesamten Streitkräfte des Deutschen Reiches (in Friedenszeiten mit Ausnahme des bayrischen Heereskontingents) und war somit auch strategisch-operativer Leiter des Feldheeres. Für den Kriegsfall stand ihm zur Bewältigung dieser Aufgabe der Chef des Generalstabes des Feldheeres zur Seite. Dessen Funktion war es, den Kaiser über die Kriegslage zu informieren, Maßnahmen vorzuschlagen und die Entscheidungen des Kaisers in Form von Befehlen an die untere Kommandoebene weiterzuleiten sowie über deren Ausführung zu wachen. Allerdings verzichtete Wilhelm II. mit Beginn des Ersten Weltkrieges praktisch auf diese Befugnis, indem er den Chef des Generalstabes des Feldheeres bevollmächtigte, in seinem Namen eigenmächtig Befehle zu erteilen. Nur bei wichtigen Entscheidungen wollte er miteinbezogen werden. Im Oktober 1914 benutzte ein Heeresbericht erstmals die Bezeichnung „Oberste Heeresleitung“ für die Kommando- und Führungsbehörde des Oberbefehlshabers des Feldheeres. Spätestens im August 1916, als Paul von Hindenburg Chef des Generalstabs des Feldheeres wurde, wurde das von ihm geführte Kommando in der Öffentlichkeit begrifflich mit der Obersten Heeresleitung gleichgesetzt. Vor seiner Flucht ins Exil in die Niederlande am 9. November 1918 übertrug Wilhelm II. auch formell die strategisch-operative Leitung an den Generalstabschef des Feldheeres. Der Generalstab des Feldheeres als Träger der Obersten Heeresleitung wurde am 3. Juli 1919 demobilisiert. Sitz der OHL war das Große Hauptquartier.
Zwischen der OHL und dem für den Seekrieg zuständigen Admiralstab gab es zumindest bei den Vorbereitungen des Krieges keine ausreichende Abstimmung. Die Kaiserliche Marine war beispielsweise unzureichend über den Schlieffen-Plan informiert, der den Angriff durch Belgien auf Frankreich vorsah.

## Geschichte

### Erste und Zweite OHL
Zu Beginn des Ersten Weltkrieges war Helmuth von Moltke (1848–1916) Generalstabschef. Er musste jedoch nach der gescheiterten Offensive an der Marne (5. bis 12. September 1914) abtreten. Sein Nachfolger wurde der preußische Kriegsminister, Erich von Falkenhayn (1861–1922). Doch auch sein Konzept der Abnutzungsschlacht, wie es bei der Schlacht um Verdun zum Einsatz kam, scheiterte.

### Dritte OHL

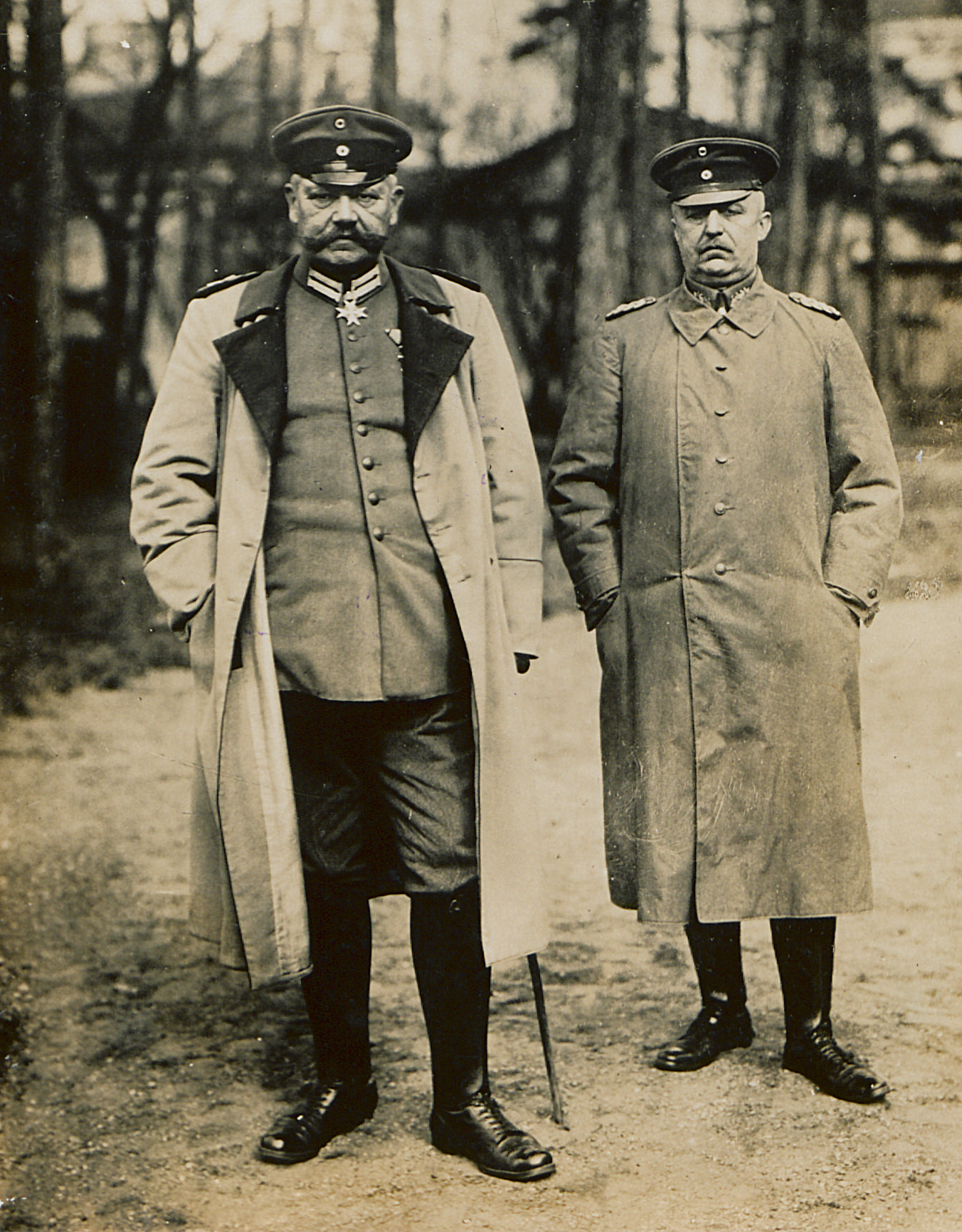
Paul von Hindenburg und Erich Ludendorff

Die dritte und letzte OHL wurde ab August 1916 vom überaus populären Generalfeldmarschall und späteren Reichspräsidenten Paul von Hindenburg und dessen Chef des Stabes, Erich Ludendorff, angeführt. Während Hindenburg vor allem für die Öffentlichkeitsarbeit zuständig war, zog eigentlich Ludendorff die Fäden. Als besondere Dienststellung wurde für Ludendorff die Funktion des Ersten Generalquartiermeisters geschaffen, um diesen faktisch gleichberechtigt neben Hindenburg zu stellen. Die Macht der 3. OHL ging so weit, dass das Deutsche Reich 1917 und 1918 Züge einer Militärdiktatur trug. Auf Ludendorff geht auch die Wiederaufnahme des uneingeschränkten U-Boot-Krieges zurück; danach traten die Vereinigten Staaten in den Krieg ein.
Im Oktober 1918 drängte die OHL die neue deutsche Regierung unter Max von Baden, unverzüglich einen Waffenstillstand zu unterschreiben, da sie überzeugt war, die deutsche Westfront könne jeden Tag zusammenbrechen. Wenige Tage vor Kriegsende, am 26. Oktober, entließ der Kaiser Ludendorff wegen seines Befehls, den aussichtslosen Kampf nun doch fortzusetzen; sein Nachfolger als Generalquartiermeister wurde Wilhelm Groener.
Unter Groeners Kommando fiel die Revolution des Heimatheeres zwischen dem 29. Oktober und 9. November sowie die beginnende Revolte in Teilen des Feldheeres, unter anderem im Großen Hauptquartier im belgischen Spa, die eine völlige Machtentblößung und militärische Handlungsunfähigkeit der OHL zur Folge hatte. Groener und Hindenburg entschieden sich, sich scheinbar „auf den Boden der Tatsachen“ zu stellen, die Liquidation des Kriegsendes militärtechnisch und -bürokratisch zu koordinieren und dabei vorübergehend mit der Regierung Ebert zusammenzuarbeiten (sog. Ebert-Groener-Pakt).

### Nach dem Krieg
Mittelfristiges Ziel blieb aber, die Unterstützung der Truppen zurückzugewinnen, die Machtposition der OHL zu renovieren und zu konsolidieren und als innenpolitische Ordnungsmacht auf die politische Bühne der jungen Republik zurückzukehren – ein Ziel, das mittels der Verbreitung der Dolchstoßlegende einerseits und dem Einflussgewinn unter den ersten beiden Reichsregierungen bis zum Frühjahr 1919 andererseits auch gelang. Ab Februar 1919 fungierte die nach Kolberg verlegte OHL als Oberkommando des Grenzschutzes Ost, der Grenzkämpfe mit der neuentstandenen Polnischen Republik führte.
Mit der bevorstehenden Unterzeichnung des Versailler Vertrags verlor die OHL als Institution ihre äußere Existenzberechtigung. Hindenburg trat am 25. Juni 1919 zurück, am 3. Juli 1919 folgte die Auflösung der OHL. Bei der Bildung des 200.000-Mann-Übergangsheers im September 1919 wurde die seit Juni noch bestehende Kommandostelle Kolberg schließlich aufgelöst. Personelle, ideologische und strategische Kontinuitäten zu den zunehmend einflussreichen Nachfolgeorganisationen bestanden aber und belasteten die Weimarer Republik schwer.